# Жуковка (Черниговская область)
Жуко́вка (укр. Жуківка) — село Куликовского района Черниговской области Украины, центр сельского совета. Население 1 251 человек.
Код КОАТУУ: 7422784501. Почтовый индекс: 16340. Телефонный код: +380 4643.

## Власть
Орган местного самоуправления — Жуковский сельский совет. Почтовый адрес: 16340, Черниговская обл., Куликовский р-н, с. Жуковка, ул. Центральная, 83, тел. 2-75-48, 2-71-82.